# Каридади-ду-Пиауи

Каридади-ду-Пиауи на карте штата.

Каридади-ду-Пиауи (порт. Caridade do Piauí) — муниципалитет в Бразилии, входит в штат Пиауи. Составная часть мезорегиона Юго-восток штата Пиауи. Входит в экономико-статистический микрорегион Алту-Медиу-Канинде. Население составляет  4826 человек на 2010 год. Занимает площадь 501,359 км². Плотность населения — 9,63 чел./км².

## Демография
Согласно сведениям, собранным в ходе переписи 2010 г. Национальным институтом географии и статистики (IBGE), население муниципалитета составляет:
| Полное население                               | Полное население                               | Полное население                               | Полное население                               | 4826  |
| ---------------------------------------------- | ---------------------------------------------- | ---------------------------------------------- | ---------------------------------------------- | ----- |
| в том числе:                                   | Городское население                            | 1579                                           | Процент городского населения, %                | 32,72 |
|                                                | Сельское население                             | 3247                                           | Процент сельского населения, %                 | 67,28 |
|                                                | Мужское население                              | 2500                                           | Процент мужского населения, %                  | 51,80 |
|                                                | Женское население                              | 2326                                           | Процент женского населения, %                  | 48,20 |
| Плотность населения, чел/км²                   | Плотность населения, чел/км²                   | Плотность населения, чел/км²                   | Плотность населения, чел/км²                   | 9,63  |
| Население муниципалитета в % к населению штата | Население муниципалитета в % к населению штата | Население муниципалитета в % к населению штата | Население муниципалитета в % к населению штата | 0,15  |

По данным оценки 2016 года, население муниципалитета составляет 4994 жителя.

## Статистика
- Валовой внутренний продукт на 2003 год составляет 5 893 348,00 реалов (данные: Бразильский институт географии и статистики).
- Валовой внутренний продукт на душу населения на 2003 год составляет 1436,70 реалов (данные: Бразильский институт географии и статистики).
- Индекс развития человеческого потенциала на 2000 год составляет 0,582 (данные: Программа развития ООН).